# Acacia andamanica
Acacia andamanica är en ärtväxtart som beskrevs av Ivan Christian Nielsen. Acacia andamanica ingår i släktet akacior, och familjen ärtväxter. Inga underarter finns listade i Catalogue of Life.